# Agnes Inglis
Agnes Inglisová (3. prosince 1870 Detroit – 30. ledna 1952) byla americká anarchistka, sociální pracovnice a knihovnice. Jako první uspořádala rozsáhlou sbírku anarchistických knih a dokumentů, kterou věnoval knihovně Michiganské univerzity odborový organizátor a anarchista Jo Labadie.

## Rodinné zázemí
Agnes Inglisová se narodila 3. prosince 1870 v Detroitu ve státě Michigan. Jejími rodiči byli Agnes (roz. Lambieová) a Richard Inglisovi, kteří se do Ameriky přistěhovali ze Skotska. Agnes vyrůstala jako nejmladší z dětí v zajištěné, konzervativní a nábožensky zaměřené rodině. Vystudovala dívčí akademii v Massachusetts. O otce přišla už v dětském věku – zemřel v roce 1874. Brzy zemřela i její sestra, která podlehla rakovině. V necelých 30 letech přišla Agnes Inglisová i o matku. Po matčině smrti začala s podporou příbuzných studovat historii a literaturu na Michiganské univerzitě. Před promocí studia zanechala a začala působit jako sociální pracovnice.

## Veřejné angažmá
Několik let pracovala jako sociální pracovnice v chicagském Hull House, Franklin Street Settlement House v Detroitu a YWCA v Ann Arbor. Během práce v těchto zařízeních poznala situaci přistěhovaleckých dělníků ve Spojených státech, což mělo vliv na její politické názory. Stala se také členkou odborové organizace Industrial Workers of the World.
V roce 1915 se Agnes Inglisová spřátelila s Emmou Goldmanovou a krátce poté i s Alexandrem Berkmanem. Mezi její přátele patřili také John Beverley Robinson a Jo Labadie. Během 1. světové války se věnovala četným politickým aktivitám. Velké množství energie a financí věnovala zajišťování právní pomoci pro zatčené odborové lídry v letech 1919–1920, tedy v období tzv. rudé paniky.

## Labadieova sbírka: 28 let práce v knihovně
V roce 1924 Agnes Inglisová zjistila, že materiály o levicových hnutích, které v roce 1911 daroval Jo Labadie knihovně Michiganské univerzity, zůstaly dosud nezpracované a nepřístupné. Jednalo se o knihy, letáky, plakáty, odznaky i korespondenci, které dokumentovaly aktivity levicových hnutí včetně odborového organizování. Agnes Inglisová začala v knihovně pracovat jako dobrovolnice. Labadieovu sbírku během 28 let uspořádala, zkatalogizovala, ale také rozšířila.
Agnes Inglisová spolu s Joem Labadiem poslala dopisy čtyřem stovkám lidí aktivních v levicových hnutích s žádostí o pomoc s rozšířením sbírky o další materiály. Počáteční reakce byla slabá, během následujících let však přišlo do sbírky velké množství publikací, spisů a dokumentárního materiálu. Patří mezi ně dokumenty od Rogera Baldwina, Elizabeth Gurley Flynnové a Ralpha Chaplina. Mnohým také sbírka pomohla při výzkumu a publikační činnosti: např. Henrymu Davidovi s knihou The Haymarket Tragedy nebo Jamesu J. Martinovi s knihou Man Against the State. Práce Agnes Inglisové byla známá po celých Spojených státech a do Labadieovy sbírky díky tomu průběžně putovalo i mnoho pozůstalostí. Odhaduje se, že úsilím Agnes Inglisové se původní sbírka zvětšila přibližně dvacetinásobně.